# Bouillon (Pirenéus Atlânticos)
Bouillon é uma comuna francesa na região administrativa da Nova Aquitânia, no departamento dos Pirenéus Atlânticos. Estende-se por uma área de 3,23 km². Em 2010 a comuna tinha 157 habitantes (densidade: 48,6 hab./km²).